# Egy kisebb isten gyermekei
Az Egy kisebb isten gyermekei (eredeti cím: Children of a Lesser God) egy 1986-os amerikai romantikus filmdráma, amely Mark Medoff színdarabján alapul. A produkciót öt Oscar-díjra jelölték, amelyből egyet megnyert legjobb női főszereplő kategóriában.  

## Cselekmény
|  | Alább a cselekmény részletei következnek! |

James Leeds (William Hurt) beszédterapeuta állást kap a halláskárosultak iskolájában. Leeds hatékonyan ráveszi a gyerekeket, hogy megtanuljanak szájról olvasni és merjenek hangosan beszélni. Az igazgató bemutatja Leedset a fiatal Sarah-nak (Marlee Matlin), abban a reményben, hogy a nőnél is elér némi fejleményt. Sarah egykor diák, most takarítónő az iskolában, születésétől fogva siket, és nem kívánja a halló emberek dolgát beszéddel megkönnyíteni. Véleménye szerint ha meg akarják ismerni, nekik kell alkalmazkodni a csend világához. Sarah nem kér Leeds oktatásából. 
Leedset lenyűgözi Sarah briliáns személyisége, és beleszeret a nőbe, érzései pedig nem viszonzatlanok. Sarah és Leeds összeköltöznek, de csakhamar rájönnek, hogy még mindig nem képesek egymást elérni. Leeds frusztrálva érzi magát, amiért Sarah makacsul ragaszkodik a csendhez, és még mindig jelnyelvvel kommunikál, Sarah pedig úgy érzi, a férfi nem szereti őt eléggé, hogy a maga képévé akarja őt formálni: szavaival élve istene akar lenni a nőnek. Sarah elhagyja Leedset, és felkeresi rég nem látott édesanyját (Piper Laurie). Leeds megtudja, hogy Sarah-t szexuálisan zaklatták, mikor tinédzser volt, ezért fél beszélni. 
Leeds és Sarah újra találkoznak, Sarah bocsánatot kér. Leeds kéri, hogy próbálják meg újra együtt, ezúttal sem a csend sem a hangok világában nem kell lenniük, hanem a sajátjukban.      
|  | Itt a vége a cselekmény részletezésének! |

## Szereplők
| Színész        | Szerep              | Magyar hangja |
| -------------- | ------------------- | ------------- |
| William Hurt   | James Leeds         | Végvári Tamás |
| Marlee Matlin  | Sarah Norman        | nem beszél    |
| Piper Laurie   | Mrs. Norman         | Pápai Erzsi   |
| Philip Bosco   | Dr. Curtis Franklin | Makay Sándor  |
| Allison Gompf  | Lydia               | n.a           |
| Bob Hiltermann | Orin                | n.a           |
| Linda Bove     | Marian Loesser      | n.a           |

további magyar hangok: Ifj. Fillár István, Kautzky Armand, Nagy Adrienn, Pusztaszeri Kornél, Spilák Klára

## Háttértörténet
Mark Medoff darabját Phyllis Frelichnek szánta, aki a Halláskárosultak Nemzeti Színházának tagja volt. 1978-ban Frelich férje, Robert Steinberg mutatta be őket egymásnak, és Frelich elmondta Medoffnak, hogy a siketek nem tudnak eléggé érvényesülni a színpadon, mert nincs rájuk bővebb szerep osztva egy színdarabban sem. Medoff ekkor megígérte Frelichnek, hogy írni fog egyet. Az Egy kisebb Isten gyermekei alaptörténete a siket Frelich és férje, Steinberg kapcsolatán alapszik. Medoff nem győzte hangsúlyozni, hogy a mű nemcsak az ő érdeme, hanem Frelich és Steinberg is közreműködött a létrejöttében. Az Egy kisebb Isten gyermekei két éven át volt a repertoáron és három Tony-díjat nyert: a legjobb színdarab, legjobb női főszereplő és legjobb férfi főszereplő kategóriában.

## Kritika
A produkció 81%-os minősítést kapott harminckét értékelés alapján a Rotten Tomatoeson. A kritika összességében pozitív véleményt alkotott, de egyesek szerint nem lépi túl a tipikus hollywoodi történetklisét. Roger Ebert kritikus nagyon sajnálta, hogy a készítők nem próbálták elérni a halláskárosult közönséget, például feliratozni egy-egy jelenetet, vagy a többieknek megmutatni a csend szépségét egy-egy zene nélküli jelenettel.
A filmet öt Oscar-díjra jelölték, amelyből Matlin megnyerte a legjobb női főszereplőnek járó díjat. Ezzel ő lett az első siket személyiség, aki aranyszobrot nyert a filmtörténetben.

## Díjak és jelölések
| Díj                               | Kategória                                 | Eredmény |
| --------------------------------- | ----------------------------------------- | -------- |
| BAFTA-díj                         | Legjobb adaptált forgatókönyv             | Jelölve  |
| Berlini Nemzetközi Filmfesztivál  | Arany Medve                               | Jelölve  |
| Berlini Nemzetközi Filmfesztivál  | Ezüst Medve – Randa Haines                | Elnyerte |
| Directors Guild of America        | Legjobb rendező – Randa Haines            | Jelölve  |
| Golden Globe-díj                  | Legjobb filmdráma                         | Jelölve  |
| Golden Globe-díj                  | Legjobb férfi főszereplő – William Hurt   | Jelölve  |
| Golden Globe-díj                  | Legjobb női főszereplő – Marlee Matlin    | Elnyerte |
| Guild of German Art House Cinemas | Legjobb külföldi film                     | Elnyerte |
| Los Angeles-i Filmkritikusok Köre | Legjobb női főszereplő – Marlee Matlin    | Jelölve  |
| National Board of Review          | Egyike az év legjobb tíz filmjének        | Jelölve  |
| Oscar-díj                         | Legjobb film                              | Jelölve  |
| Oscar-díj                         | Legjobb férfi főszereplő – William Hurt   | Jelölve  |
| Oscar-díj                         | Legjobb női főszereplő – Marlee Matlin    | Elnyerte |
| Oscar-díj                         | Legjobb női mellékszereplő – Piper Laurie | Jelölve  |
| Oscar-díj                         | Legjobb adaptált forgatókönyv             | Jelölve  |
| Writers Guild of America          | Legjobb adaptált forgatókönyv             | Jelölve  |